# Llengua uda
L’uda és un idioma parlat a l'estat de Akwa Ibom, al sud-est de Nigèria. Es parla a la LGA de Mbo.
L'enwang és una llengua de la subfamília lingüística de les llengües del baix Cross, que formen part de les llengües Benué-Congo. Està íntimament relacionada amb la llengua enwang.
L'Etnologue xifra que el 1988 hi ha 10.000 parlants d'uda.
És una llengua que està en perill d'extinció perquè els uda-parlants passen a parlar les llengües oro, efik o anglès, que són llengües aplicades a l'ensenyament.
El 95% dels parlants d'uda són cristians (el 7% estan en esglésies evangèliques).